# Richard Rötzer
Richard Rötzer (* 1952 in München) ist ein deutscher Schriftsteller.

## Leben
Rötzer studierte Geschichte, wobei ein Schwerpunkt auf dem Mittelalter lag. Er promovierte später im Fach Medizin und war lange klinisch tätig, bevor er sich als freier Autor betätigte.
Er lebt in Rosenheim.

## Werke
- Renale Effekte von Dopamin bei gesunden Erwachsenen unter besonderer Berücksichtigung der renalen Exkretion von Calcium und Phosphat, 1985
- Der Wachsmann, 1997
- Das Labor des Alchemisten, 1999
- ‘’Narrenträume’’, 2022